# XII Священных Псалмов
XII Священных Псалмов — сольный студийный альбом Галины Босой, выпущенный в 2015 году концерном «Группа Союз».

## Описание
Запись двенадцати избранных псалмов царя Давида в современной обработке и неоклассическом стиле стала результатом двухлетней работы Галины Босой.
Псалмы Давида исполняются на русском языке, что, по мнению певицы, как и доступная музыкальная подача, должно способствовать пониманию произведений широкой аудиторией и стать «весомым аргументом в диалоге между ищущей новые смыслы публикой и церковью».
Наряду с обозначенным автором стилем, критики отмечают наличие в записи влияния нью-эйджа, со свойственным ему коммерческим бесконфликтным характером, а также русской музыкальной классики и даже романса, и, несомненно, различных традиций духовной музыки.

## История
Реализация проекта началась Галиной Босой в 2013 году с изучения «Псалтыря» и переложения стихов на музыку.
Альбом записан в студии звукозаписи современных искусств Magic Voice.
Запись доделывалась в Германии с саунд-продюсером Домиником Шефером (нем. Dominik Schäfer).
Запись альбома вызвала бурное обсуждение проекта, что привело к организации в Красном зале Храма Христа Спасителя круглого стола «Духовная лирика в поле зрения современной музыки и массовой культуры», где выступили музыкальные, религиозные и общественные деятели.
В частности в нём приняли участие лидер группы «Калинов Мост» Дмитрий Ревякин, журналист и радиоведущая Тутта Ларсен, культуролог, журналист и музыкант Александр Липницкий, музыкант Сергей Старостин, лидер группы «Ихтис» Адриан Гусейнов, музыкальный критик Борис Барабанов и иеромонах Фотий.
Презентация альбома состоялась 26 ноября 2015 года в Зале Церковных Соборов Храм Христа Спасителя в Москве.
Концерт сопровождался видеоинсталляцией по христианским мотивам.

## Состав
Автором, композитором и солистом (колоратурное сопрано) проекта является Галина Босая.
В создании и записи альбома приняла участие группа певицы — BOSAYA в составе: гитара — Вадим Зарюта, фортепиано, клавиши — Арнольд Манукян, ударные — Александр Васильев, бас — Сергей Волков.
В записи альбома принимали участие Патриарший хор Храма Христа Спасителя (регент — Илья Толкачёв), симфонический оркестр «Глобалис» (дирижёр — Антон Шабуров), тенор Сергей Годин, бас Александр Перепечин, сопрано Наталья Прохорова.
Соло на скрипке исполнил Лоренц Блаумер (Германия).
Его же струнный оркестр принимал участие в записи (кроме I и VII).
В записи I (Псалом 23) и VII (Псалом 25) принял участие Первый Симфонический Оркестр (дирижёр — Сергей Желудков).
Саунд-продюсер — Доминик Шефер (нем. Dominik Schäfer).
Дизайн обложки выполнил Александр Коротич, фото — Кристина Маккеева.
Проект реализован с одобрения Патриаршим советом по культуре Русской православной церкви.

## Список композиций
| №   | Название     | Длительность |
| --- | ------------ | ------------ |
| 1.  | «Псалом 23»  |              |
| 2.  | «Псалом 96»  | 3:42         |
| 3.  | «Псалом 132» | 3:33         |
| 4.  | «Псалом 36»  | 10:17        |
| 5.  | «Псалом 42»  | 3:45         |
| 6.  | «Псалом 50»  | 9:42         |
| 7.  | «Псалом 25»  |              |
| 8.  | «Псалом 110» |              |
| 9.  | «Псалом 84»  | 5:27         |
| 10. | «Псалом 90»  |              |
| 11. | «Псалом 116» |              |
| 12. | «Псалом 148» |              |